# Oranim
Oranim (hebr. אורנים) – wieś położona w Samorządzie Regionu Zewulun, w dystrykcie Hajfa, w Izraelu.

## Położenie
Wioska leży w Dolinie Zewulon, na wschód od miasta Hajfy.

## Historia
Wieś została założona w 1951 roku.

## Gospodarka
Gospodarka wioski opiera się na rolnictwie.